# Hans Daniel Johan Wallengren
Hans Daniel Johan Wallengren est un pasteur et un zoologiste suédois, né le 8 juin 1823 à Lund et mort le 25 octobre 1894 à Farhult dans la commune de Höganäs.

## Biographie
Son père, pasteur à Västra Ljungby en Scanie, est le doyen Olof Peter Wallengren et sa mère Petronella Agritz, qui portait toutefois le nom de son oncle maternel Lundell.
Wallengren étudie à Lund en 1842 et entre dans les ordres en 1847. Il est nommé pasteur dans les paroisses de Farhult et Jonstorp du diocèse de Lund en 1864.
C’est de son père, qui était un botaniste enthousiaste, que lui vient son goût pour l’étude de la nature qu’il développe encore au contact du professeur Sven Nilsson (1787-1883) avec qui Wallengren étudie à Lund les vertébrés. Il commence ensuite l’étude des animaux inférieurs, et en particulier les papillons qui constituent son domaine de prédilection.
Pour ses études zoologiques, Wallengren voyage à Gotland pour des recherches sur la faune ornithologique de l’île, à Hartzbergen en Allemagne, dans les Monts des Géants (aux confins de la Pologne et de la République tchèque), en Hongrie, en Bohême, en Silésie et en Allemagne septentrionale. Il visite également des musées à Brunswick, Berlin et Copenhague.
La chaire de zoologie de l'université de Lund est proposée par trois fois à Wallengren. Il est également à la tête de plusieurs expéditions scientifiques à l’étranger. Parmi ses fonctions, Wallengren a la charge d'étudier et de nommer les papillons réunis par Johan August Wahlberg (1810-1856) dans le Kafferland (aujourd'hui la province du Cap en Afrique du Sud) et ceux de la collection de papillons rapportée du tour du monde de la frégate Eugénie. Il épouse Maria Magdalena Sjöström en 1860.

## Œuvres
Il est l'auteur de nombreux travaux, qu’il s’agisse d’articles dans les revues Vetenskapsakad. handlingar, Naumannia, dans Wiener Entomologische ou dans Monatschrift, ou de livres.
- Lepidoptera Scandinaviæ : Rhopalocera (1853) ;
- Skandinaviens Heteroceropfjärilar (= sur les papillons hétérocères de Scandinavie). I. Closterocera (1863, traduit en allemand et anglais) ;
- Skandinaviens Heteroceropfjärilar. II. Spinnarne (1869-1885) ;
- Lepidoptera nova (1861) ;
- Dagfjärilar och Heterocerfjärilar, samlade af Wahlberg i Kafferlandet (Papillons diurnes et papillons hétérocères récoltés au Kafferland) (1857-1865) ;
- Neuroptera planipennia (1871) ;
- Skandinaviens fjädermott (sur les Pterophoridae de Scandinavie) (1860) ;
- Die Vögel Gottlands (1853) ;
- Die Brüzonen der Vögel innerhalb Skandinavien (1854-1866), l’unique étude zoogéographique de l’époque ayant trait à la faune ornithologique scandinave ;
- Index specierum Noctuarum et Geometrarum in Scandinavia hucusque detectarum (1874) ;
- Insecta Transvaalencia (1875).

De nombreux ouvrages ont été traduits en allemand par Philipp Christoph Zeller (1808-1883) ainsi qu’en anglais par le docteur Robert Coane Roberts Jordan (1825-1890).